# حرب الثمانين عام (1566-1607)
يُعرَف النضال الهولندي من أجل الاستقلال عن التاج الإسباني في القرنين السادس عشر والسابع عشر، في التأريخ الهولندي والإنجليزي منذ فترة طويلة باسم حرب الثمانين عامًا. أصبح الجزء الأول من هذه الفترة في الآونة الأخيرة يعرف باسم الثورة الهولندية. تشمل هذه التسمية الفترة بين التمرد الأولي للكالفينيين الهولنديين ضد حكم مارغريت دوقة بارما في الأراضي المنخفضة الهابسبورغية في عام 1566، وإبرام ما يسمى بهدنة الإثني عشر عامًا في عام 1609 بين التاج الإسباني والجمهورية الهولندية. يغطي تاريخ هذه الفترة التطورات السياسية والدبلوماسية وأحداث التاريخ العسكري. ولكن ما تزال فترة الهدنة، والأحداث العسكرية التي تلت انتهاء الهدنة واستئناف الحرب، حتى إبرام سلام مونستر في عام 1648 تشكل وحدة واحدة مستمرة مع الثورة الهولندية (على الرغم من اختلاف طابع الجزء الثاني من الحرب بعد عام 1621، إذ تحوّل إلى صراع بين دول ذات سيادة، بدلًا من صراع داخلي ضمن نظام حكم واحد)، وما تزال هذه الأحداث التي تمتد إلى الفترة من 1566 إلى 1648 معروفة بحرب الثمانين عامًا.

## خلفية تاريخية
واصل ملك إسبانيا فيليب الثاني ذو السيادة على الأراضي المنحفضة الهابسبورغية سياسات والده تشارلز الخامس المناهضة للهرطقة، ما تسبب في مقاومة متزايدة بين النبلاء المعتدلين والسكان (الكاثوليك والمنشقين) في هولندا. أدى هذا المزاج الثوري في البداية إلى احتجاجات سلمية (بدءًا من تسوية النبلاء)، ولكن اندلعت احتجاجات عنيفة بقيادة الكالفينيين في صيف عام 1566، معروفة باسم غضب تحطيم الأيقونات أو بالهولندية البيلدنستورم على امتداد هولندا. خشيت حاكمة الأراضي المنخفضة الهابسبورغية مارغريت من التمرد، ما دفعها إلى تقديم المزيد من الامتيازات للكالفينيين، مثل تخصيص بعض الكنائس للصلاة الكالفينية.

## تمرد وقمع وغزو 1566-1572)
اتّخذ أمناء المدن (ستاتهاودر) إجراءات حاسمة لقمع التمرد والاضطراب، وفي مقدمتهم فيليب نوير كارميس من هاينو الذي قمع تمرد الكالفينيين بقيادة غيدو دو بري، وويليام أوف أورانج بصفته ستاتهاودر في ولايتي كونتية هولندا وزيلاند.
هُزِم الكالفينيون في مارس 1567 في معركة أوسترويل بقيادة جون سانت ألديغوندي، على يد الجيش الملكي وأُعدم جميع المتمردين. أبلغت مارغرت شقيقها فيليب الثاني في أبريل 1567 أن النظام عاد مستتبًا. ولكن بحلول الوقت الذي وصل فيه الخبر إلى مدريد، كان دوق ألبا قد أُرسِل مع جيش لاستعادة النظام. تولى ألبا القيادة بدلًا من العمل مع مارغريت، واستقالت مارغريت احتجاجًا.
أسس ألبا مجلس المشاكل (الذي لُقِّب بعد إنشائه بوقت قصير بالمجلس الدموي) في 5 سبتمبر 1567، بدأ المجلس حملة قمع للزنادقة المشتبه بهم، والأشخاص المُدانين بالانتفاضة التي أُخمدَت. أُلقِي القبض على العديد من المسؤولين رفيعي المستوى بذرائع مختلفة، من بينهم كونت إيغمونت وهورن الذين أُعدموا بتهمة الخيانة العظمى في 5 يونيو 1568. أُعدَم حوالي 1000 من أصل 9000، وفر الكثير منهم إلى المنفى كويليام أوف أورانج مثلًا.
ذهب أورانج إلى منفاه في قلعة في ديلنبورغ، أصبحت الأخيرة مركزًا لخطط غزو هولندا. عبر شقيق أورانج لويس ناسو إلى مقاطعة خرونينغن من شرق فريزيا مع جيش من المرتزقة من لاندسكنيشت، وهزم قوة ملكية صغيرة في معركة هيليغرلي في 23 مايو 1568. دُمّرَت قوات لويس بعد شهرين في معركة جمينجين. بعد ذلك بوقت قصير، هزم سرب بحري من متسولي البحر (سي بيغارز) أسطولًا ملكيًا في معركة بحرية على نهر إمس. تراجع جيش الهوغونوتيين الذي غزا أرتوا إلى فرنسا، ثم أبادته قوات ملك فرنسا تشارلز التاسع في يونيو. سار أورانج إلى دوقية برابنت، ولكنه لم يستطع الحفاظ على جيش المرتزقة لأنّه نفذ من الأموال، واضطر إلى التراجع.
كان فيليب يعاني من التكلفة الباهظة لحربه ضد الإمبراطورية العثمانية، وأمر ألبا بتمويل جيوشه من الضرائب المفروضة في هولندا. عارض ألبا البرلمان الهولندي (مجلس طبقات الأمة) من خلال فرض ضرائب على المبيعات بمرسوم في 31 يوليو 1571. أمر ألبا الحكام المحليون بتحصيل ضرائب غير شعبية، ما أدى إلى عزل الحكومات الدنيا الموالية عن الحكومة المركزية.